# Tellecey
Tellecey ist eine französische Gemeinde mit 250 Einwohnern (Stand: 1. Januar 2022) im Département Côte-d’Or in der Region Bourgogne-Franche-Comté (vor 2016 Bourgogne). Sie gehört zum Arrondissement Dijon und zum Kanton Auxonne.

## Geographie
Tellecey liegt etwa 25 Kilometer östlich von Dijon. Das Gemeindegebiet wird vom Flüsschen Arnison durchquert. Umgeben wird Tellecey von den Nachbargemeinden Binges im Nordwesten und Norden, Cirey-lès-Pontailler im Norden und Nordosten, Lamarche-sur-Saône im Osten, Chambeire im Süden und Südwesten sowie Remilly-sur-Tille im Westen und Nordwesten.

## Bevölkerungsentwicklung
| Jahr                       | 1962 | 1968 | 1975 | 1982 | 1990 | 1999 | 2006 | 2013 | 2019 |
| Einwohner                  | 74   | 59   | 52   | 68   | 108  | 134  | 128  | 144  | 141  |
| Quellen: Cassini und INSEE |      |      |      |      |      |      |      |      |      |

## Sehenswürdigkeiten

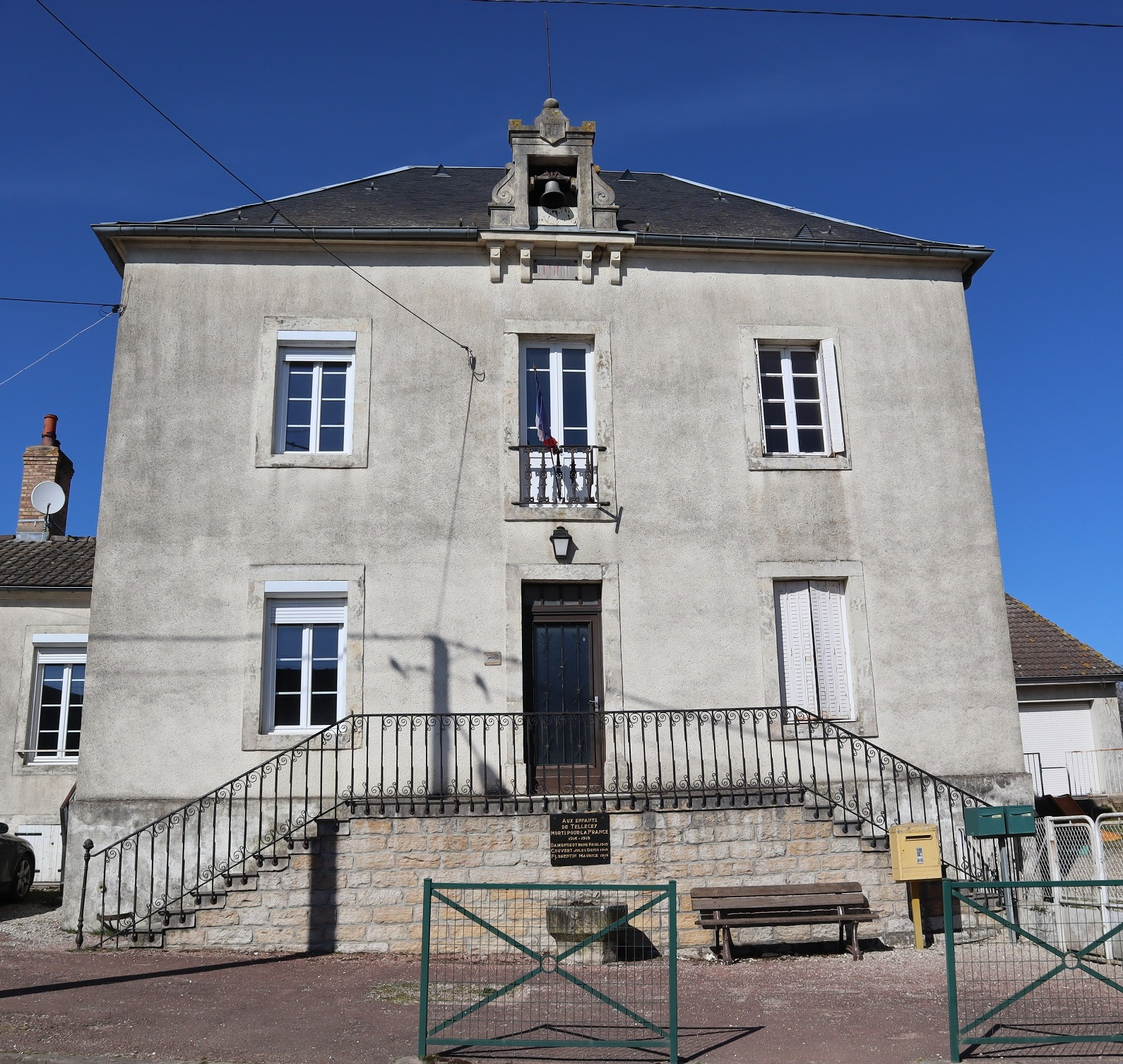
Rathaus (Mairie)

- Kirche Saint-Bénigne